# Дюпати, Жан-Батист Мерсье
Шарль Маргарит Жан-Бати́ст Мерсье́ Дюпати́ (фр. Charles-Marguerite-Jean-Baptiste Mercier Dupaty; 1746, Ла-Рошель — 1788, Париж) — французский юрист и писатель.

## Деятельность
Будучи генеральным адвокатом бордоского парламента, своими либеральными воззрениями навлёк на себя преследования со стороны правительства Людовика XV.
Людовик XVI назначил Дюпати президентом парламента в Бордо.

## Издания

Lettres sur l'Italie en 1785

- «Réflexions historiques sur les lois criminelles» (1788) направлены против негласности судопроизводства и несоразмерности и жестокости наказаний.
- Большой известностью пользовались в своё время «Lettres sur l’Italie» (1788; русский перевод И. И. Мартынова, 1-е изд. 1800, 3-е изд. 1817, СПб.).[2]